# Eugenio De Liguoro
Eugenio de Liguoro (1895 - 1952) foi um diretor, ator e argumentista italiano nascido em Nápoles, em 1895. Começou a sua carreia como ator e se lançou como diretor na Índia em colaboração com o produtor J. F. Madan.
O seu nome por vezes também é apresentado com a grafia Eugenie de Liguoro ou Eugenio di Liguro.

## Filmografia

### Como Diretor
- Stop That Cab (1951)
- Memorias de un chofer de taxi (1946)
- Sueña mi amor (1946)
- Dos caídos de la luna (1945)
- Un hombre cayó al río (1945)
- Hoy comienza mi vida (1944)
- Tú eres mi marido (1943)
- Un hombre de la calle (1942)
- Verdejo gobierna en Vallaflor (1942)
- Verdejo gasta un millón (1941)
- Entre gallos y medianoche (1940)
- El hechizo del trigal (1939)
- Aria di paese (1933)
- Piccola mia (1933)
- Ramayana (1922) (seriado)
- Dhruva Charitra (1921)
- Nala Damayanti (1921)

### Como Ator
- Lost: A Wife (1925)
- The Fast Set (1924)
- Nala Damayanti (1921)
- Lorenzaccio (1918)
- La coppa avvelenata (1915)
- Pulcinella (1915)
- Paternità (1914)
- Fascino d'oro (1919)

### Como Argumentista
- Entre gallos y medianoche (1940)
- Aria di paese (1933)

### Como Diretor de Fotografia
- Dai frantumi dell'idolo (1921)
- Nala Damayanti (1921)